# Ptolemy Reid
Ptolemy Alexander Reid (8 mai 1918 à Dartmouth – 2 septembre 2003) est un homme d'État guyanien, vétérinaire de formation et Premier ministre du Guyana de 1980 à 1984.

## Biographie
Ptolemy Alexander Reid est né le 8 mai 1918 à Dartmouth dans la région actuelle du Pomeroon-Supenaam au Guyana, à l'époque la Guyane britannique. Orphelin à l'âge de 16 ans, il devient d'abord instituteur grâce à une bourse du gouvernement et exerce comme enseignant dans sa ville natale où il devient secrétaire de la section locale du syndicat des enseignants jusqu'en 1949. Reid part ensuite aux États-Unis pour devenir vétérinaire au Tuskegee Institute d'où il sort diplômé en 1955. Ne trouvant pas de travail comme vétérinaire en Guyane britannique, il part au Royaume-Uni où il complète sa formation et travaille comme vétérinaire avant d'aller exercer au Canada de 1956 à 1957. 
Il revient en Guyane britannique en 1958 en travaille au bureau vétérinaire de la société Booker, alors l'une des plus grandes sociétés sucrières du pays. Il commence alors à s'impliquer en politique et rejoint le Congrès national du peuple (PNC) de Forbes Burnham en 1960. L'année suivante, il se présente sans succès aux élections législatives pour la circonscription du Pomeroon-Supenaam. Quand le PNC remporte les élections de 1964, il devient Premier vice-Premier Ministre et ministre des Affaires intérieures, particulièrement chargé du maintien de l'ordre, alors que la Guyane britannique vient de traverser une vague d'agitation. Il se fait alors remarquer pour sa répression particulièrement vigoureuse des contestataires au pouvoir du PNC. Il occupe ensuite plusieurs portefeuilles dans les différents gouvernements de Forbes Burnham : Commerce (janvier à septembre 1967), Finances (1967-1970), Agriculture (1970-1974) qu'il cumule avec le Développement national de 1972 à 1974.
Le 10 octobre 1980, alors que Forbes Burnham devient Président du Guyana, Ptolemy Alexander Reid  devient Premier ministre. Il occupe cette fonction jusqu'au 16 août 1984 puis laisse ensuite la place à Desmond Hoyte. Durant tout son gouvernement, il fit preuve d'une grande loyauté envers le président Burnham.. Après sa démission puis le décès de Forbes Burnham en 1985, il garde une grande influence au sein du PNC. Il meurt le 2 septembre 2003